# Suzukielater
Suzukielater is een geslacht van kevers uit de familie  
kniptorren (Elateridae).
Het geslacht is voor het eerst wetenschappelijk beschreven in 1987 door Kishii.

## Soorten
Het geslacht omvat de volgende soort:
- Suzukielater babai (Kishii & Ôhira, 1956)